# Etelrico de Deira
Etelric (en inglés: Aethelric) (murió c. 604?) fue un Rey de Deira (c. 589/599–c. 604). Él fue el sucesor de Aella de Deira y es un personaje históricamente oscuro.
Deira fue tomada por Etelfrido de Bernicia aproximadamente en el año 604. Las circunstancias de este evento no son claras, Y el paradero de Etelric después de esto es desconocido; el hecho que Edwin, un hijo de Aella y posiblemente hermano de Etelric, tuvo que escapar y exiliarse fuera de Deira puede indicar que Deira fue conquistada por la fuerza, y que Etelfrido haya muerto en el proceso. Etelfrido reino Deira y Bernicia, los dos componentes de lo que se llamaría Northumbria, hasta que murió en una batalla y luego la dinastía deirana tomo poder otra vez bajo el liderazgo de Edwin.
| Predecesor: Aella | Rey de Deira 589/599 - 604 | Sucesor: Etelfrido |